# Virginia Kirchberger
Virginia „Gini“ Kirchberger (* 25. Mai 1993 in Wien) ist eine österreichische Fußballspielerin.

## Karriere

### Vereine
Vom 12. bis 14. Lebensjahr spielte Kirchberger in der männlichen C-Jugend des SV Aspern und anschließend beim Bundesligisten USC Landhaus in Wien.
Zur Saison 2009/10 wurde sie vom FC Bayern München für deren Zweitligamannschaft verpflichtet. Ihr Debüt gab sie am 20. September 2009 (1. Spieltag) beim 1:1-Unentschieden im Heimspiel gegen den ASV Hagsfeld.
Nach zwei Spielzeiten und 30 Ligaspielen wechselte sie – mit Verkündung am 13. Juni 2011 – zum Ligarivalen BV Cloppenburg, für den sie am 28. August 2011 (1. Spieltag) beim 2:1-Sieg im Heimspiel gegen den FSV Gütersloh 2009 debütierte. In ihrer ersten Saison kam sie 18 Mal zum Einsatz und erzielte ihr erstes von zwei Toren am 4. September 2011 (2. Spieltag) beim 4:0-Sieg im Auswärtsspiel gegen den Magdeburger FFC mit dem Treffer zum 1:0 per Foulelfmeter in der 51. Minute. Mit Cloppenburg stieg Kirchberger im Jahre 2013 in die Bundesliga auf und ein Jahr später wieder ab.
Zur Saison 2014/15 wechselte Kirchberger zum Bundesligisten MSV Duisburg, für den sie am 31. August 2014 (1. Spieltag) bei der 1:2-Niederlage im Heimspiel gegen die SGS Essen debütierte.
Seit Jänner 2015 war sie Spielführerin. Nach dem Abstieg des MSV Duisburg am Saisonende wurde der Wechsel von Virginia Kirchberger zum Aufsteiger 1. FC Köln bekanntgegeben. Nach nur einer Saison für den 1. FC Köln, der in die 2. Bundesliga absteigen musste, kehrte sie zum MSV Duisburg, der wieder in die Bundesliga aufgestiegen war, zurück. Ab 2018 spielte sie für den SC Freiburg.
Zur Saison 2020/21 wechselte sie zu Eintracht Frankfurt und unterschrieb einen Vertrag bis 2022. Im Dezember 2021 verlängerte sie den Vertrag vorzeitig bis 2024.
Im Sommer 2024 wechselte Kirchberger zurück nach Österreich und unterschrieb einen Zweijahresvertrag bei der Wiener Austria.

### Nationalmannschaft
Am 9. Juni 2010 debütierte sie in der A-Nationalmannschaft, die in Ottensheim die Auswahl Maltas mit 6:0 besiegte.
Erstmals erreichte sie mit der A-Nationalmannschaft in der Qualifikation für die Europameisterschaft 2013 als Gruppen-Zweiter die Ausscheidungsspiele um die Teilnahme an der Endrunde, scheiterte jedoch an der Auswahlmannschaft Russlands, da das Hinspielergebnis von 0:2 im Rückspiel mit 1:1 nicht mehr reichte.
Vier Jahre später schloss sie mit der Mannschaft die Gruppe 8 der 2. Qualifikationsrunde für die Europameisterschaft 2017 als Zweitplatzierter hinter Norwegen ab und qualifizierte sich erstmals für ein bedeutsames Turnier, nachdem man ein Jahr zuvor als Erstteilnehmer das Turnier um den Zypern-Cup gewann.
Die Mannschaft erreichte bei der Women’s Euro 2017 das Semifinale.
Im WM-Qualifikationsspiel gegen Luxemburg am 30. November 2021 erlitt sie nach einem Foul einen Schien- und Wadenbeinbruch.
Am 28. Februar 2024 bestritt sie im Freundschaftsspiel gegen Dänemark ihr 100. Länderspiel.

## Erfolge
- Halbfinalist der Europameisterschaft 2017
- Zypern-Cup-Sieger 2016
- DFB-Pokal-Finalist 2019 (mit dem SC Freiburg)
- DFB-Pokal-Finalist 2021 (mit Eintracht Frankfurt)

## Auszeichnungen
- Österreichische Sportlerin des Jahres 2017 als Spielerin der Nationalmannschaft bei der EM

## Sonstiges
Ihre Tante ist die Schauspielerin Sonja Kirchberger.